# Lars Petzold
Lars Petzold (* 19. September 1961 in Berlin) ist ein ehemaliger deutscher Fußballspieler. In der höchsten Spielklasse des DDR-Fußballs, der Oberliga, spielte er für den BFC Dynamo.

## Sportliche Laufbahn

### Gemeinschafts-, Club- und Vereinsstationen
Petzold spielte im Nachwuchs 1969/70 bei der Betriebssportgemeinschaft Post Berlin. Im Anschluss wurde er zum DDR-Fußball der Sportvereinigung Dynamo, dem BFC Dynamo, delegiert. Während bei anderen Clubs Juniorennationalspieler sehr oft umgehend den Sprung in den Oberligakader schafften, blieb der Mittelfeldspieler nach dem Verlassen des Nachwuchsbereichs drei Jahre Bestandteil des Nachwuchsoberligaaufgebots bei den Weinroten, einer Art Reserve nach der Herauslösung der 2. Mannschaft aus dem überregionalen Fußball Mitte 1976.
Beim BFC debütierte er dennoch am 27. Februar 1982 in der ostdeutschen Elitespieleklasse, als er am 15. Spieltag der Saison 1981/82 in der 86. Minute für Christian Backs beim 1:0-Heimsieg gegen den F.C Hansa Rostock eingewechselt wurde. Dies blieb sein einziger Einsatz für die 1. Mannschaft des BFC in einem Punktspiel.
1983 wurde Petzold zur BSG Energie Cottbus delegiert, die zu diesem Zeitpunkt in der zweitklassigen Liga antrat. In seiner ersten Saison 1983/84 schoss er ein Tor in elf Einsätzen, wobei er sieben Mal nur eingewechselt wurde. In der folgenden Spielzeit 1984/85 waren es sogar bloß vier Ligaspiele. 1985 ging Petzold zur SG Dynamo Fürstenwalde. Dort zählte er in fünf Jahren zum Stammpersonal. 1990 wechselte Petzold zur SV Motor Eberswalde, für die er in der letzten eigenständigen Saison des ostdeutschen Zweitligafußballs zwei Tore in 24 Ligaspielen erzielte. Im Sommer nach der deutschen deutschen Wiedervereinigung wurden die Eberswalder in die drittklassige NOFV-Amateur-Oberliga eingegliedert, in der Petzold noch anderthalb Spielzeiten für die Motor-Elf auflief. Später ließ er seine Laufbahn beim SV Berliner Brauereien auslaufen.

### Auswahleinsätze
Das BFC-Talent reüssierte auch in der DDR-U-18-Nationalelf. 1979 belegte die Auswahl mit Petzold bei den Jugendwettkämpfen der Freundschaft in Polen den 4. Platz. Beim UEFA-Juniorenturnier, der damals inoffiziellen Europameisterschaft dieser Altersklasse, kam das ostdeutsche Team, in dem Petzold alle drei Vorrundenspiele bestritt, 1980 vor heimischer Kulisse aber nicht über die Gruppenphase der Endrunde hinaus. In 23 U-18-Länderpielen gelangen ihm drei Treffer.